# 大尖山 (汐止區)
25°03′04.3″N 121°40′05.1″E / 25.051194°N 121.668083°E
大尖山，清朝早期稱為峰仔峙山，在台灣新北市汐止區南部，海拔460公尺，有土地調查局圖根點及測量點99843號基石各一顆，是台灣小百岳之一。山頂視野良好，可俯瞰南港、汐止、保長坑、五堵、六堵、七堵等地區，亦可遠眺五指山、陽明山區、基隆山、基隆嶼等地。

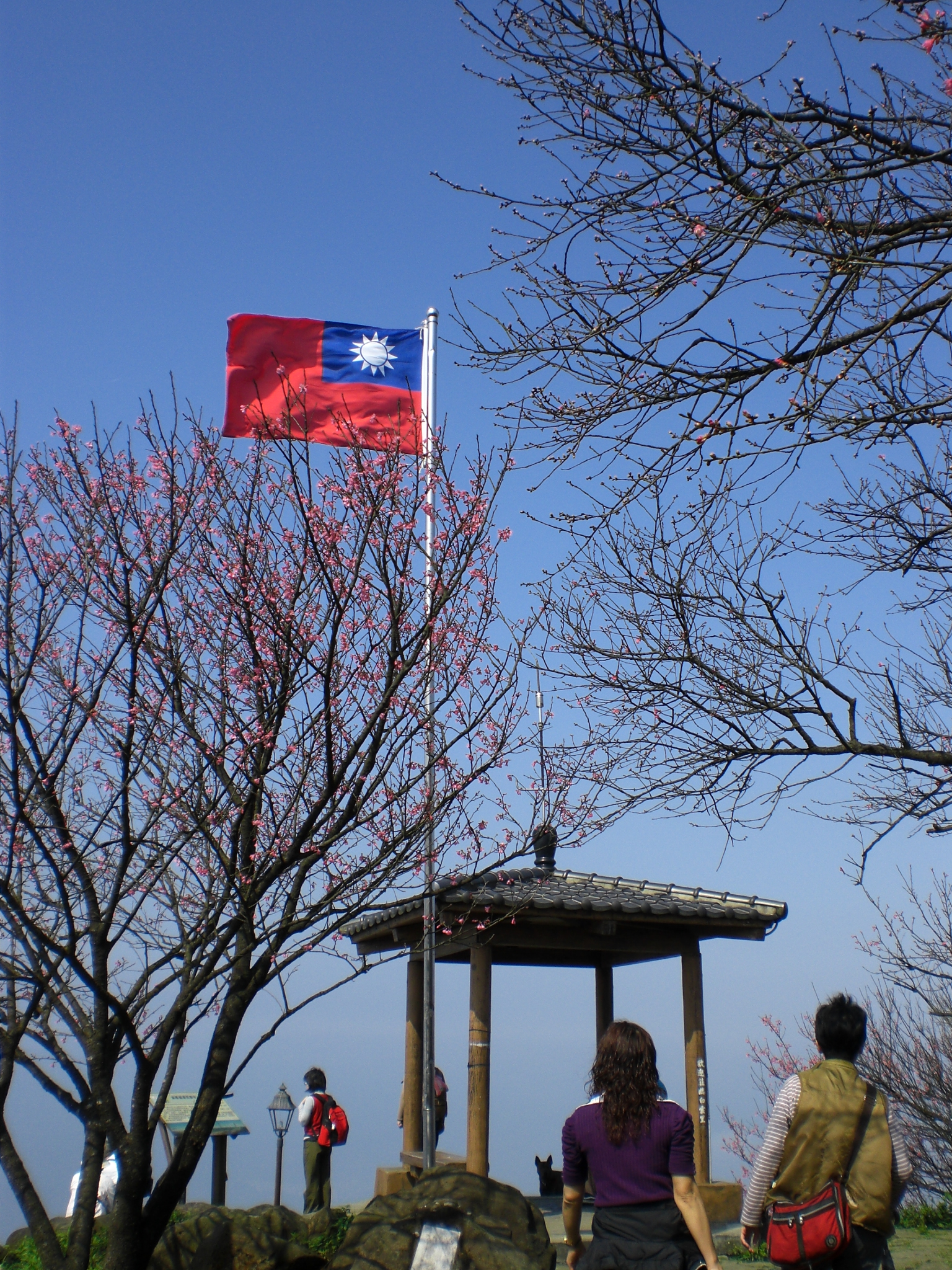
大尖山頂

2010年臺北縣升格為新北市以前，臺北縣政府已將大尖山一帶的登山路徑結合起來，規劃成「大尖山登山步道」。
中華民國大陸時期知名人物杜月笙與其夫人姚谷香身後合葬於大尖山的山腳、新北市汐止區秀峰國民小學後方。

## 登山資訊
可搭乘F911路線至天秀宮後，由天秀宮左側登山步道開始登頂。

## 外部連結
- 新北旅遊 大尖山登山步道-登山步道-汐止區  新北市觀光旅遊網 （页面存档备份，存于）